# أرتور برافو
أرتور برافو (بالإسبانية: Arturo Bravo)‏ هو منافس ألعاب قوى مكسيكي، ولد في 19 مايو 1958.

## وصلات خارجية
- أرتور برافو على موقع الاتحاد الدولي لألعاب القوى (الإنجليزية)
- أرتور برافو على موقع أوليمبيديا (الإنجليزية)